# Carpococcyx viridis
Il cuculo terragnolo di Sumatra (Carpococcyx viridis Salvadori, 1879) è un uccello della famiglia Cuculidae.

## Distribuzione e habitat
Questo uccello è endemico dell'isola di Sumatra, dove è stato avvistato solamente sui Monti Barisan (soprattutto nel Parco nazionale di Bukit Barisan Selatan), nella metà meridionale dell'isola.

## Tassonomia
Carpococcyx viridis non ha sottospecie, è monotipico.

## Status e conservazione
Creduto estinto dal 1916, venne riscoperto solamente nel 1997. Il numero degli individui si aggira tra i 50 e i 250.